# Fotoresist
Fotoresist är ett ljuskänsligt material som kan användas i flera industriella processer, såsom fotolitografi och fotoengravering, för att skapa en mönstrad beläggning på en yta.

## Ton
Fotoresister klassificeras i två grupper: positiva och negativa.
- Ett positivt resist utmärks av att det till följd av ljusexponering blir lösligt för framkallningsmedlet (ofta natriumhydroxid). Genom att använda ett förarbetat mönster, en mask, kan utvalda delar av beläggningen exponeras och sedermera upplösas vid framkallning. Däremot upplöses inte de delar av beläggningen som inte blivit exponerade för ljus.

- Ett negativt resist utmärks av att den del av fotoresistbeläggningen som belyses blir olöslig för framkallningsmedlet. Däremot upplöses beläggningens oexponerade delar under framkallningen.

Skillnader mellan tontyper 
| Karakteristika           | Positiv          | Negativ   |
| ------------------------ | ---------------- | --------- |
| Vidhäftning till kisel   | Godtagbar        | Utmärkt   |
| Relativ kostnad          | Dyrare           | Billigare |
| Framkallningsmedel       | Vattenbaserat    | Organiskt |
| Minsta detalj            | 0.5 μm och nedåt | ± 2 μm    |
| Stegtäckning             | Bättre           | Sämre     |
| Våtkemisk motståndskraft | Godtagbar        | Utmärkt   |